# Drenovec pri Leskovcu
Drenovec pri Leskovcu – wieś w Słowenii, w gminie Krško. W 2018 roku liczyła 56 mieszkańców.